# John Theophilus Desaguliers
John Theophilus Desaguliers, né Jean Théophile Désaguliers le 12 mars 1683 à La Rochelle et mort le 29 février 1744 à Londres, est un pasteur anglican, scientifique et l'un des fondateurs de la franc-maçonnerie dite moderne, ce pour quoi il est principalement connu de nos jours. Il est aussi un ardent défenseur et propagateur des idées d'Isaac Newton tant scientifiques que philosophiques et politiques.

## Biographie

### Pasteur et scientifique
John Theophilus Desaguliers est le fils de Jean Désaguliers, pasteur huguenot réfugié en Angleterre en 1683 à l'époque des persécutions anti-protestantes peu de temps avant la révocation de l'édit de Nantes, puis ordonné prêtre anglican et affecté à une des paroisses de Guernesey. La légende huguenote, reprise par différents auteurs, assure que son épouse et son fils le  rejoignent sept ans plus tard à Guernesey, et que l'enfant aurait quitté la France caché dans un tonneau de vin, ou dans un panier à linge.
Après un séjour de neuf années à Guernesey, la famille Désaguliers (Jean, son épouse, et leur fils Jean-Théophile) s'installe à Londres en 1692 et le pasteur Jean est nommé ministre anglican de l'église huguenote de Swallow Street. En 1694, son père ayant été nommé à la direction d'une école à Islington, dans la banlieue de Londres, il y apprend avec lui le latin, le grec, et il étudie les classiques.
Lorsque son père meurt, en février 1699, il va habiter Sutton Coldfield (Warwickshire) où il se prépare à entrer à l'université. Il entre ensuite au Christ Church College à Oxford à partir du 23 octobre 1705. Sa formation universitaire est d’abord sanctionnée, quatre ans plus tard, par un grade de bachelier ès arts (libéraux) en 1709, puis, trois ans après le baccalauréat, par celui de maître ès arts, le 2 mai 1712.
Il a 29 ans. Il va obtenir bien plus tard le grade de docteur en droit, le 16 mars 1718, à 35 ans. 
Contrairement à une légende assez bien répandue, il n’a jamais fait d’études de théologie à Londres, ni ailleurs, mais des études de droit, à Oxford (et non à Cambridge), même si le droit en question comporte deux volets, le droit civil et le droit canonique. 
À Oxford, il se passionne pour la nouvelle philosophie expérimentale. 
Il est ordonné diacre (anglican) par l’évêque de Londres, le Dr Henry Compton.
Le 2 mai 1712, il est reçu au grade de maître ès-arts et continue son enseignement à Hart Hall.
Le 14 octobre 1712, il se marie avec Joanna, une fille de William Pudsey de Kidlington (Oxfordshire). 
Le mariage a  lieu dans l’église de Shadwell (East End, Londres). 
Après son mariage, en 1713, Desaguliers revient à Londres qu'il a quitté en 1694. 
Il habite Channel Row, Westminster. 
Recommandé par le Dr Keill, il succède à Francis Hauksbee (1666-1713) comme démonstrateur pour la Royal Society. 
En 1714, après quatre années de travail pour cette société, il y est reçu membre (le 29 juillet) sans payer de droit d’entrée, présenté par Isaac Newton, alors président en exercice depuis 1703 (et qui le sera jusqu’à sa mort, le 31 mars 1727, à 84 ans). 
Il devient alors un ami de Newton.
Le 8 décembre 1717, il est ordonné prêtre (anglican) à Ely House, par l’évêque d’Ely. 
Il est le premier à percevoir l'ampleur de la révolution newtonienne tant pour la physique que pour la représentation du monde. 
Il développe ces idées et les fait connaître du grand public dans son Cours de philosophie expérimentale. 
On lui propose la position de démonstrateur et de curateur des expérimentations. 
Durant le reste de sa carrière il propage les idées scientifiques de Newton et leurs applications technologiques.
Ses publications sont abondantes dans des domaines très variés : électricité, philosophie, fortifications, déplacement de l'eau et autres fluides, mécanique, mathématiques, automates, télescopes, optiques et même la ventilation. 
Il est très intéressé par la mise en pratique des nouvelles théories scientifiques de cette époque ; par exemple, en 1717, il se rend en Russie ou il construit une machine à vapeur servant à actionner les fontaines du tsar[réf. nécessaire]
}. Par ailleurs, ses recherches en mécanique (frottement, machine à vapeur) et sur l'électricité (conductivité) débouchent sur d'importantes découvertes et inventions. 
Son influence sur Benjamin Franklin est déterminante[réf. nécessaire].

### Franc-maçon
Initié à la loge n°4 « Antiquité » en 1712 qui se réunit à Rummer and Grapes, il est élu en 1719 comme vénérable de la loge qui se réunit à la taverne Goose and Gridiron. 
En août 1721, il devient membre à l'occasion d'un voyage en Écosse, de la loge des maitres maçons d'Edimbourg.
En 1717, par fusion de quatre loges de cette ville se crée la Grande Loge de Londres et de Westminster. 
Les historiens le citent comme grand maitre en 1719, mais les récents travaux de d'Andrew Prescott et Susan Summers remettent en cause cette affirmation. 
Il est toutefois attesté comme grand maitre adjoint en 1724 et 1725.  
En 1721, sous la grande maîtrise du Comte de Montagu et à sa demande, il participe et suit de près la rédaction d'une nouvelle version des « anciens devoirs » jugées « fautives et dévoyées ». 
Le pasteur calviniste presbytérien James Anderson est chargé de la rédaction finale de ces nouvelles « constitutions ». 
L'ouvrage est présenté par Montagu, sous le nom de Constitutions des franc-maçons à son successeur, le Duc de Warthon. 
Ces constitutions restent connues dans l'historiographie maçonnique comme Les Constitutions d'Anderson.
Philosophe naturaliste , sa pensée inspire fortement ces constitutions qui paraissent avec sa dédicace. 
C'est ce texte que la toute récente Grande Loge de Londres adopte pour règle en 1723, fondant ainsi la franc-maçonnerie moderne. 
Ce texte sera remplacé en 1815 par les nouvelles constitutions dont se dote la Grande Loge unie d'Angleterre, créée en 1813.

## Honneurs
Desaguliers reçoit la médaille Copley trois fois, en 1734, 1736 et 1741.
Il publie en anglais son Cours de physique expérimentale, Londres, 1719, 2 vol., trad. par le Père Esprit Pezenas, et traduit en français plusieurs ouvrages de Nicolas Gauger et de Jacques Ozanam.
Plusieurs loges maçonniques sont nommées en son honneur : au temple maçonnique de Montréal, à la Grande Loge de France, au Grand Orient de France, à la Loge nationale française.